# 邢岫烟

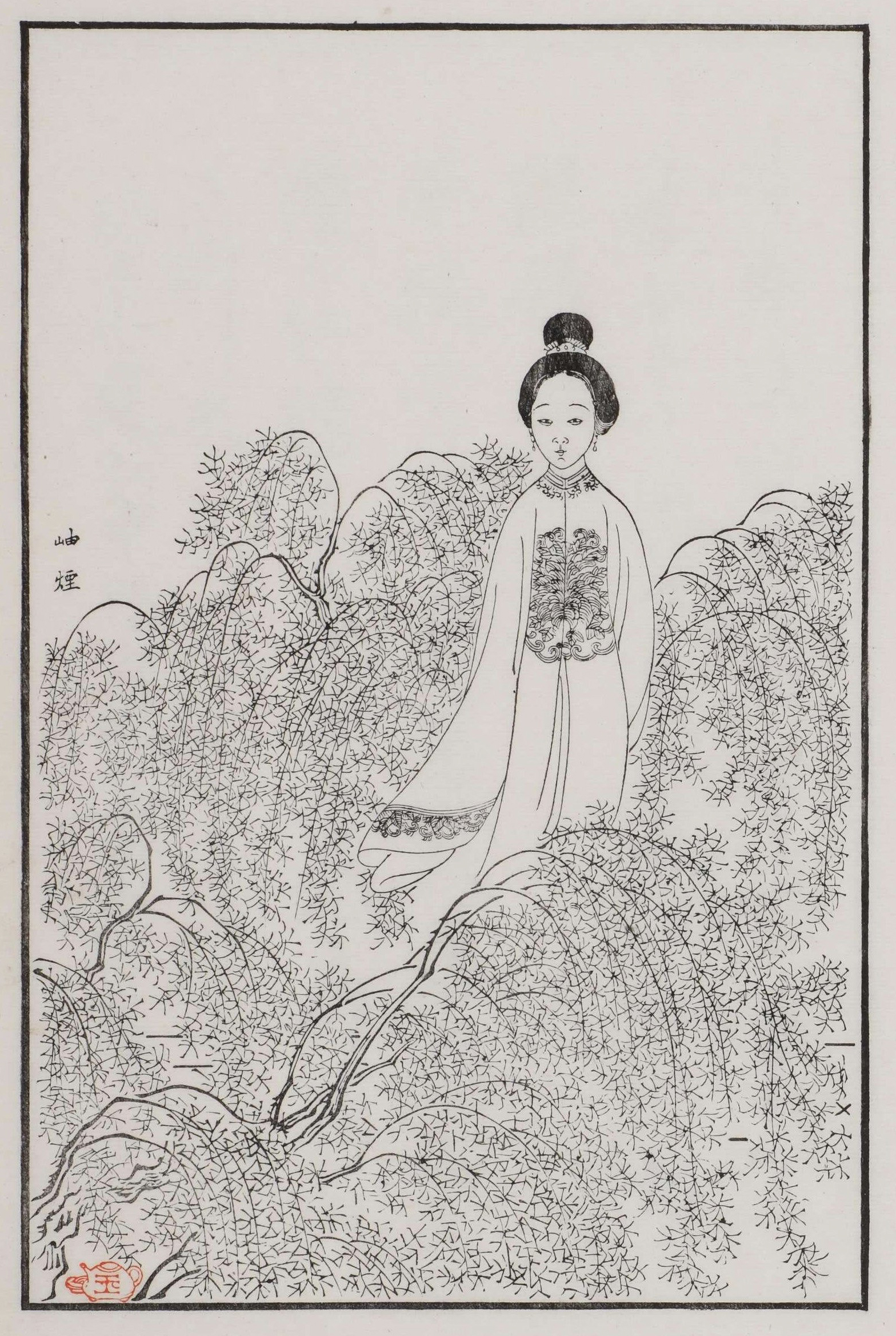
邢岫煙,【清】改琦绘

邢岫烟，小说《红楼梦》人物，邢忠夫妇的女儿，邢夫人的姪女。因家道贫寒，随一家人前来投奔邢夫人，在大观园贾迎春的房里安身，后嫁给薛虬。邢岫煙個性守得貧、耐得富，與自私剋扣的邢夫人完全不同。曾与妙玉有贫贱之交。